# Custer County (Montana)
Custer County ist ein County im Bundesstaat Montana der Vereinigten Staaten. Der Verwaltungssitz (County Seat) ist in Miles City.

## Geschichte

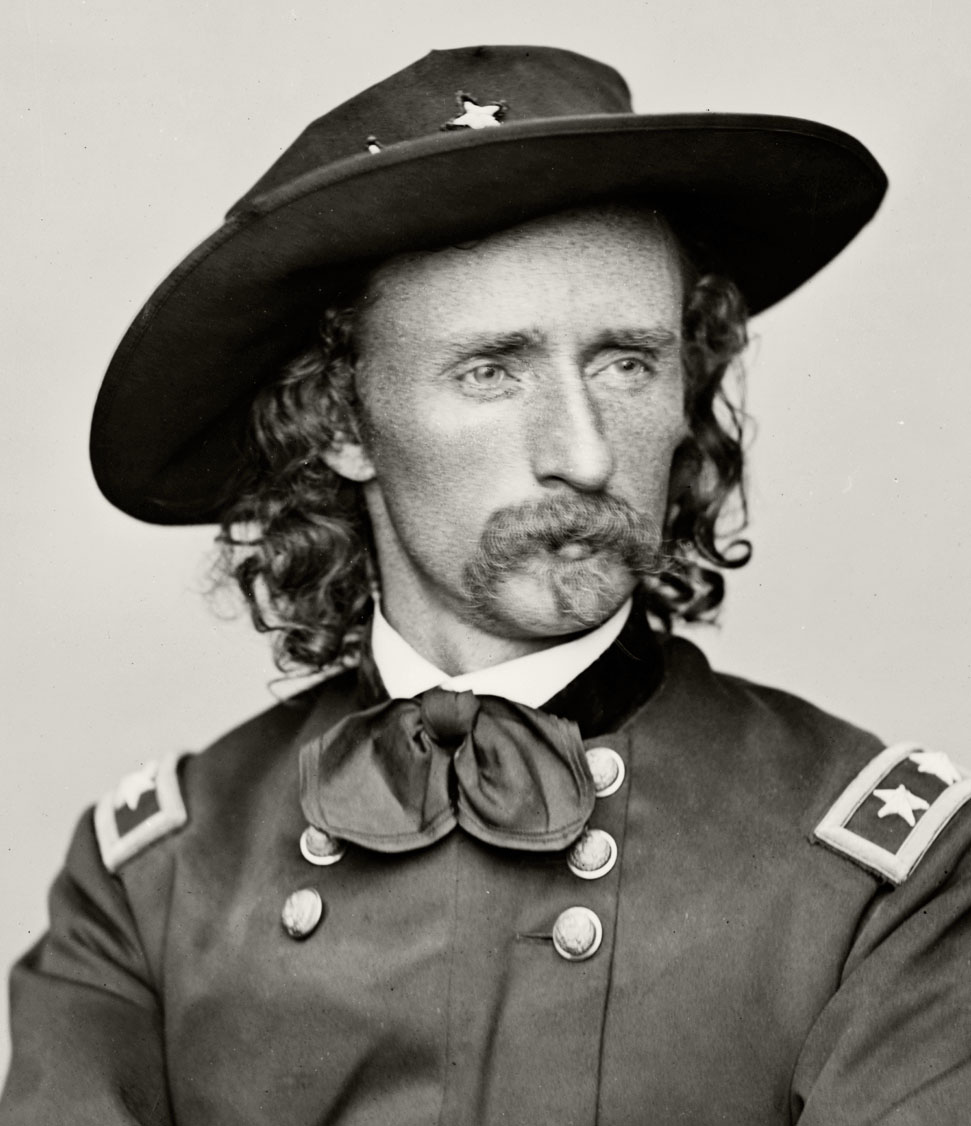
G. A. Custer

Benannt wurde das County nach General George Armstrong Custer (1839–1876).

18 Bauwerke und Stätten des Countys sind im National Register of Historic Places eingetragen (Stand 7. Februar 2018).

## Demografische Daten

Alterspyramide des Custer Countys (Stand: 2000)

Nach der Volkszählung im Jahr 2000 lebten im County 11.696 Menschen. Es gab 4.768 Haushalte und 3.089 Familien. Die Bevölkerungsdichte betrug 1 Einwohner pro Quadratkilometer. Ethnisch betrachtet setzte sich die Bevölkerung zusammen aus 97,02 % Weißen, 0,09 % Afroamerikanern, 1,27 % amerikanischen Ureinwohnern, 0,26 % Asiaten, 0,05 % Bewohnern aus dem pazifischen Inselraum und 0,34 % aus anderen ethnischen Gruppen; 0,97 % stammten von zwei oder mehr ethnischen Gruppen ab. 1,51 % der Bevölkerung waren spanischer oder lateinamerikanischer Abstammung.
Von den 4.768 Haushalten hatten 30,40 % Kinder und Jugendliche unter 18 Jahre, die bei ihnen lebten. 51,10 % waren verheiratete, zusammenlebende Paare, 10,00 % waren allein erziehende Mütter. 35,20 % waren keine Familien. 29,90 % waren Singlehaushalte und in 12,30 % lebten Menschen im Alter von 65 Jahren oder darüber. Die Durchschnittshaushaltsgröße betrug 2,36 und die durchschnittliche Familiengröße lag bei 2,94 Personen.
Auf das gesamte County bezogen setzte sich die Bevölkerung zusammen aus 25,10 % Einwohnern unter 18 Jahren, 8,40 % zwischen 18 und 24 Jahren, 25,60 % zwischen 25 und 44 Jahren, 23,80 % zwischen 45 und 64 Jahren und 17,10 % waren 65 Jahre alt oder darüber. Das Durchschnittsalter betrug 39 Jahre. Auf 100 weibliche Personen kamen 95,80 männliche Personen, auf 100 Frauen im Alter ab 18 Jahren kamen statistisch 91,20 Männer.

Das jährliche Durchschnittseinkommen eines Haushalts betrug 30.000 USD, das Durchschnittseinkommen der Familien betrug 38.779 USD. Männer hatten ein Durchschnittseinkommen von 27.857 USD, Frauen 18.343 USD. Das Prokopfeinkommen betrug 15.876 USD. 15,10 % der Bevölkerung und 10,10 % der Familien lebten unterhalb der Armutsgrenze. 18,10 % davon waren unter 18 Jahre und 9,10 % waren 65 Jahre oder älter.

## Orte im Custer County
Im Custer County liegen zwei Gemeinden, davon eine City und eine Town.
City
| - Miles City |

Town
| - Ismay |

Unincorporated Communities
| - Volborg - Kinsey |